# Rune Hagen
Rune Bjørnstad Hagen (Hønefoss, 20 luglio 1975) è un calciatore norvegese, attaccante del Modum.

## Biografia
È il fratello gemello di Erik Hagen.

## Carriera

### Club

#### Gli inizi in patria
Hagen iniziò la carriera con la maglia dello Jevnaker. Passò poi al Liv/Fossekallen, ove segnò 28 reti in 68 incontri di campionato. Successivamente giocò per un breve periodo nello Start. Debuttò nella Tippeligaen con questa maglia, il 25 agosto 1996, sostituendo Sven Kloster nella sconfitta per 7-1 contro il Brann. Il 15 settembre segnò la prima rete, nel 5-0 sul Moss. La squadra retrocesse a fine stagione.
Hagen firmò allora per lo Strømsgodset, per cui giocò 163 incontri di campionato (segnando 28 reti). Giocò nella squadra fino al 2004, fatta eccezione per un biennio al Vålerenga, dal 2000 al 2001.

#### In Danimarca e Grecia
Nell'inverno del 2005, passò ai danesi dello Herfølge. Hagen non riuscì però ad evitare la retrocessione del club e sfruttò una clausola del suo contratto per liberarsi, dopo 13 partite giocate con questa squadra.
Così, in estate, firmò un contratto con l'Ergotelis, e contribuì alla promozione della squadra nella Souper Ligka Ellada. Fu però svincolato dopo una sola stagione.

#### Ritorno in Norvegia
Hagen tornò allo Hønefoss undici anni dopo averlo lasciato (il nome del club era, all'epoca, Liv/Fossekallen). Alla scadenza del suo contratto, nel 2008, passò al Modum.